# Жинст
Жинст (рус. Отличный) — сомон аймака Баянхонгор в Южной Монголии, площадь которого составляет 5 313 км². Численность населения по данным 2006 года составила 2 023 человек.